# David Zucchino
David Zucchino là một nhà báo và nhà văn người Mỹ.

## Sự nghiệp
Zucchino được trao giải Pulitzer ở hạng mục Tác phẩm viết Tiêu biểu năm 1989 cho loạt bài Being Black in South Africa, đăng trên The Philadelphia Inquirer.
Năm 2020, Zucchino công bố Wilmington's Lie: The Murderous Coup of 1898 and the Rise of White Supremacy, một cuốn sách về cuộc nổi dậy Wilmington năm 1898. Cuốn sách đã giành giải Pulitzer cho tác phẩm phi hư cấu nói chung năm 2021, được lựa chọn là "Best of January" của Amazon; "Cuốn sách của tuần" trên Publishers Weekly, New York Post, và Literary Hub; và nằm trong "2020 Title to Watch" của Library Journal.
Cho tới năm 2020, Zucchino là cộng tác viên cho The New York Times.
Zucchino đã người bốn lần lọt vào vòng chung kết giải Pulitzer nhờ các tác phẩm viết về Lebanon, châu Phi, Philadelphia, và Iraq. Ông đã viết về hơn 30 quốc gia, gần đây nhất là về Iraq. Ông cũng là tác giả của các cuốn sách như Myth of the Welfare Queen (1997) và Thunder Run: The Armored Strike to Capture Baghdad (2004).
Zucchino là một phóng viên đưa tin nước ngoài và trong nước cho Los Angeles Times từ năm 2001 đến năm 2016, tập trung chủ yếu ở Afghanistan, Iraq, và Libya. Trước đó, ông đã có thời gian làm việc 20 năm tại The Philadelphia Inquirer. Ở The Inquirer, ông cũng từng đưa tin về Trung Đông, châu Phi và các cuộc chiến tranh ở Chechnya và Nam Tư cũ.
Tháng 11 năm 2022, Thống đốc bang Bắc Carolina Roy Cooper đã trao tặng ông Giải thưởng Bắc Carolina, giải thưởng cho công dân cao nhất do tiểu bang trao tặng, vì những đóng góp của ông cho văn học.